# جيمس جورج بالمر
جيمس جورج بالمر (بالإنجليزية: James George Palmer)‏ هو محامي وقاضي وسياسي أمريكي، ولد في 27 نوفمبر 1875، وتوفي في 1952.
1. ↑   https://politicalgraveyard.com/bio/palmer.html#004.84.74. {{استشهاد ويب}}: |url= بحاجة لعنوان (مساعدة) والوسيط |title= غير موجود أو فارغ (من ويكي بيانات) (مساعدة)